# Doratulina lahorensis
Doratulina lahorensis är en insektsart som beskrevs av William Lucas Distant 1918. Doratulina lahorensis ingår i släktet Doratulina och familjen dvärgstritar. Inga underarter finns listade i Catalogue of Life.